# Callopistria nigeriensis
Callopistria nigeriensis är en fjärilsart som beskrevs av George Francis Hampson 1918. Callopistria nigeriensis ingår i släktet Callopistria och familjen nattflyn. Inga underarter finns listade i Catalogue of Life.